# Noctua nuba
Noctua nuba là một loài bướm đêm trong họ Noctuidae.